# 中井村 (愛知県)
中井村（なかいむら）は、かつて愛知県碧海郡にあった村である。
現在の岡崎市の南西部（中之郷町・土井町など）に該当する。
村名は、「中之郷」「土井」から一文字ずつとった、合成地名である。

## 沿革
- 1896年（明治29年）6月11日 - 糟海村の一部（土井・中ノ郷）が分立し、中井村が発足。
- 1906年（明治39年）5月1日 - 占部村、糟海村、中島村、合歓木村、上青野村と合併し、六ツ美村が発足。同日中井村は廃止。